# Association sportive Lössi
Maillots
Actualités
L'AS Lössi est un club de football néo-calédonien situé à Nouméa.

## Histoire
Créé en 1963, le club remporte à deux reprises la Coupe de Nouvelle-Calédonie. S'il est performant en Coupe, il n'a jusqu'à présent jamais remporté de titres en championnat : son meilleur résultat est une place de finaliste en 1978 et une deuxième place en 2007 et 2014.
L'AS Lössi prend également part pour la première fois à une compétition continentale, la Ligue des champions, en 2016, grâce à sa deuxième place lors de la Super Ligue 2014. 
Le club compte deux participations au 7e tour de la Coupe de France de football, à la suite de ses succès en Coupe de Nouvelle-Calédonie. Lors de l'édition 2008, il perd 3-0 face au FC Dieppe, club de CFA2. En 2013, il s'incline 3-0 à  Nouméa contre Mulhouse.
Parmi les joueurs renommés du club, on peut citer Jacques Haeko, l'attaquant de la sélection néo-calédonienne qui joue à l'AS Lössi depuis 2008 et le défenseur Jonathan Kakou, qui a porté les couleurs de l'AS Lössi entre 2008 et 2010.

## Palmarès
- Coupe de Nouvelle-Calédonie
  - Vainqueur : 2007, 2012, 2017
  - Finaliste : 2008, 2014